# 葛麻駅
葛麻駅（カルマえき、갈마역）は、朝鮮民主主義人民共和国（北朝鮮）江原道元山市に位置する朝鮮民主主義人民共和国鉄道省江原線の駅である。集中貨物駅として、元山市の他安辺郡・通川郡・高城郡の貨物を取り扱っている。

## 歴史
- 1914年4月11日：開業[2]。
- 2025年6月11日：元山葛麻海岸観光地区の開業を控え、駅舎などの改装が完了[3]。